# 남택수
남택수는 대한민국의 영화감독이다.

## 작품
- 2020 JTBC '다큐 플러스' 제작 프로듀서
- 2018~ 2019 JTBC "오늘 굿데이" sbs "좋은 아침”
- 2017 JTBC 드라마 '더 패키지' 제작총괄
- 2017 10부작 리얼버라이어티 예능 “2PM 와일드 비트” 공동제작, 연출
- 2016~2017 2PM 와일드 비트 연출
- 2016~2017 KCBL 연예인 농구리그 운영본부장
- 2015 웹드라마 '드림나이트' 제작 총괄
- 2013 영화 '뜨거운 안녕' 감독 각본 공동제작
- 2007 CEO와 책 (~2009)
- 2006 빅뱅 다큐(Bigbang Documentary) 연출 - 아이돌그룹 '빅뱅'의 탄생과정 다큐 10부작
- 2003 성탄특집드라마 2부작 '만남을 위한 2개의 변주곡' - 주연 장나라
- 2002 월드컵 전야제 (수원 월드컵 경기장) 연출
- 1999 토크쇼 차인표, 박철의 '3일간의 사랑'
- 1998 iTV 가요베스트(가요순위), iTV 연예통신(연예정보 프로그램)
- 1997 iTV 개국특집 국제해상쇼 '인천에서 천진까지'

## 수상경력
- iTV 경인방송 유공상 (2001)
- iTV 우수업무상(2002)
- iTV 우수제작상(2003)
- CJ E&M 공로상(2007),
- 문화관광부장관표창(2003)
- 고려대학교 동문회 ‘자랑스러운 고대 86인의 상’(2016)

## 경력사항
- 1993년 종합 광고대행사 삼희기획(한화그룹 공채) AE
- 1993년~ 96년 동아그룹공채(동아 TV PD) mbc 드라마제작국 베스트극장 연출부
- 1997년~2004년 iTV 개국 경력 공채 예능 및 드라마 PD
- 2005~2006 : 한국 DMB 편성제작국장 (편성책임자)
- 2006 ~2013 프로덕션(주)대니무비 대표
- 2014년 한국 영상대학교 "영상론” 겸임교수
- 2015 ~2018 JYP 픽쳐스 본부장(드라마, 예능, 다큐멘터리, 영화 제작총괄)
- 2017  KBSN - KCBL 연예인 농구리그 운영본부장
- 2018 ~2023 씨에이엠피(C.A.M.P.) 이사
- 2023 서울경제TV 제작본부장